# Fernanda de Salabert y Arteaga
Fernanda Salabert y Arteaga, IX marquesa de Valdeolmos (23 de noviembre de 1859-1945) fue una dama y filántropa española.

## Biografía
Fue una de los hijos del matrimonio formado por Narciso Salabert y Pinedo, VII marqués de la Torrecilla, VIII marqués de Valdeolmos, VIII marqués de Navahermosa y VI conde de Ofalia; y María Josefa Arteaga Silva. Tuvo por hermanos a:
- Casilda de Salabert y Arteaga, casada en primeras nupcias en 1878 con Luis María Fernández de Córdoba y Pérez de Barradas (1851-1879), XVI duque de Medinaceli, con descendencia; y en segundas, en 1884, con Mariano Fernandez de Henestrosa y Ortiz de Mioño, I duque de Santo Mauro, también con descendencia.
- Andrés Avelino de Salabert, VIII marqués de la Torrecilla.

El 23 de noviembre de 1878 contrajo matrimonio con el diplomático Mariano Miguel Maldonado y Dávalos, VII conde de Villagonzalo, en una boda doble en la que Casilda, hermana de Fernanda, contrajo matrimonio con Luis Fernández de Córdoba y Pérez de Barradas, XVI duque de Medinaceli.
El matrimonio de Fernanda con el VII conde de Villagonzalo tendría tres hijos:
- Fernando Maldonado Salabert (1880-a.1945), IX conde de Villagonzalo y VII marqués de la Scala, casado con Esperanza de Chávarri Aldecoa (1893-). Su hijo, Alfonso sucedería a Fernanda como X marqués de Valdeolmos a la muerte de esta.

- María Luisa Maldonado Salabert (1887-), que contrajo matrimonio con Fernando Roca de Togores, marqués de Torneros.

- Andrés Avelino Maldonado Salabert.

En 1890 fue nombrada dama de la reina María Cristina de Austria, entonces regente en nombre de su hijo Alfonso XIII.
Obtuvo la grandeza de España para su título de marqués de Valdeolmos por real decreto de Alfonso XIII el 3 de julio de 1908.
Quedó viuda el 10 de agosto de 1921. Al año siguiente, el 24 de septiembre de 1922 contrajo segundas nupcias con Julio Quesada-Cañaveral, VIII duque de San Pedro de Galatino.
Murió en 1945.

## Títulos, órdenes y cargos

### Títulos
- IX marquesa de Valdeolmos.

### Órdenes
- Dama de la Orden de las Damas Nobles de la Reina María Luisa.

### Cargos
- Dama de la reina de España.
- Miembro de la Junta de Damas de Honor y Mérito.
- Vocal de la Junta de Patronato del Real Dispensario antituberculoso Victoria Eugenia.(1 de marzo de 1916-)[6]